# Valère de Trèves
Pour les articles homonymes, voir Materne (homonymie) et Saint Materne.
Saint Valère de Trèves, mort en 320 de notre ère, est après Euchaire, le deuxième évêque de Trèves.

## Biographie
Selon une antique tradition chrétienne, Valère aurait été envoyé par saint Pierre en Gaule du nord et chez les Germains, en même temps que saint Euchaire et Materne,,.
Valère de Trèves fut envoyé de Rome en Gaule belgique à la fin du IIIe siècle. Il fut le successeur d'Euchaire de Trèves comme évêque de Trèves, vers 250.
Ve siècle, l'Évêque Cyrille de Trèves fit édifier un tombeau pour Euchaire et Valère en l'abbaye Saint-Matthias de Trèves avec une inscription.
Saint Valère de Trèves est vénéré localement dans le diocèse de Limburg, le 11 septembre.

## Sources
- (de) Cet article est partiellement ou en totalité issu de l’article de Wikipédia en allemand intitulé « Valerius von Trier » (voir la liste des auteurs).

## Liens
- Notice dans un dictionnaire ou une encyclopédie généraliste :   - Deutsche Biographie
- Notices d'autorité :   - VIAF
  - GND